# Virgilkapelle

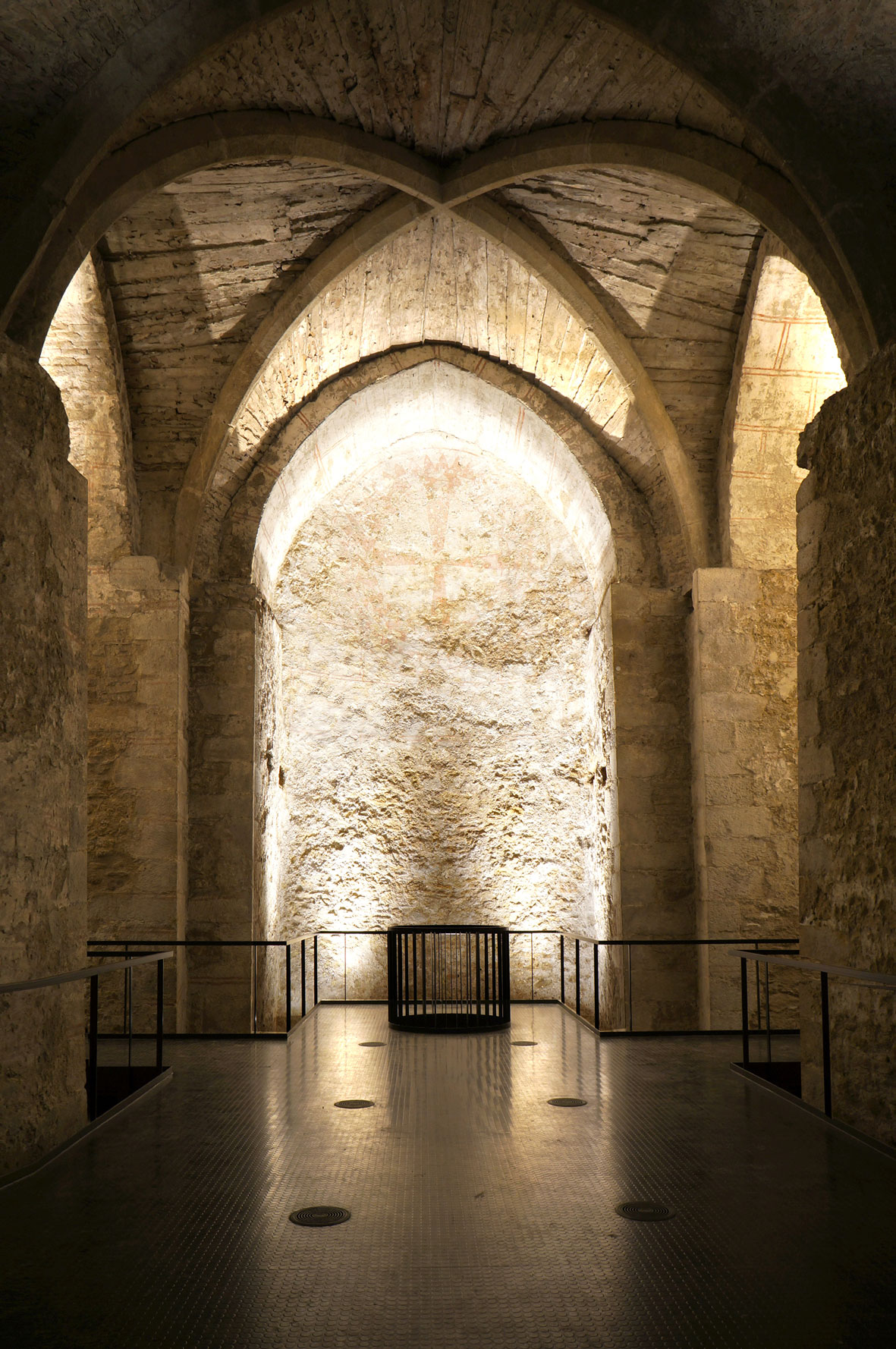
Die unterirdische Virgilkapelle, mit gemaltem byzantinischem Radkreuz

Die Virgilkapelle, eine unterirdische Gruft neben dem Stephansdom in Wien, ist eine Krypta von rechteckiger Form (etwa 6 m × 10 m) mit sechs Nischen. Sie liegt heute etwa zwölf Meter unter dem Niveau des Stephansplatzes.

## Geschichte
Die Geschichte der Kapelle ist nicht ganz klar: Ihre Architektur lässt sich auf das frühere 13. Jahrhundert datieren. Zu dieser Zeit war der letzte Herzog aus dem Hause Babenberg, Friedrich der Streitbare (1230–1246), Herr von Wien. Es sind Hinweise darauf publiziert, dass der Herzog, der Wien gerne als Bistum gesehen hätte, eine Krypta für den heiligen  Koloman als damaligen Schutzpatron der gewünschten Diözese errichten lassen wollte. Vorbild für diesen Bau könnte die etwa 1244 bis 1248 gebaute Saint-Chapelle in Paris gewesen sein. Die Hauptachse der Virgilkapelle ist auf den Sonnenaufgang am Festtag des Heiligen Koloman (13. Oktober) ausgerichtet. Für 1244 und 1245 sind Schreiben des damaligen Papstes Innozenz IV. belegt, nach denen die Äbte von Heiligenkreuz, Zwettl und Rein den Auftrag erhielten, Wünsche des Herzogs zur Übertragung des Leibes des Hl. Koloman an jenen Ort zu prüfen, an dem der Herzog die Errichtung eines Bistums plane (diese Gebeine befanden sich damals zumindest zeitweise in Ungarn). Aus dem Vergleich mit der Wortwahl der päpstlichen Urkunden für die Sainte Chapelle wird abgeleitet, dass nach dem Pariser Vorbild auch für den Leib des Hl. Koloman in Wien eine kostbare architektonische Hülle geschaffen werden sollte. Der Tod von Friedrich II. am 15. Juni 1246 (damit das Aussterben der Babenberger in männlicher Linie und die folgende Zeit unter König Ottokar) verhinderte die weitere Ausführung dieses Planes. Der Leib des Hl. Koloman blieb in Melk, der unfertige massive Kapellenbau beim Stephansdom blieb stehen, wurde später mit einem Karner und der Magdalenenkapelle überbaut.
Im Jahre 1307 wird eine Kapelle der bürgerlichen Familie Chrannest erwähnt. Die Kapelle soll mehrere Altäre gehabt haben, von denen einer zu Ehren des heiligen Virgilius von Salzburg errichtet worden war.
Im Mittelalter war der Stephansdom von einem großen Friedhof umgeben. Für die Einsegnungen und Totenmessen gab es eine eigene kleine Kapelle, die das Patrozinium der heiligen Maria Magdalena trug. Die Virgilkapelle lag genau unter dieser Kapelle. Ein Schacht führte nach oben in die Magdalenen-Kapelle. Im Jahre 1473 vermachte Hans Viereck der Eisner testamentarisch für die Errichtung einer Eingangshalle  zw dem furpaw vor der Grufft bey dem newen Korrner auf sand Steffannsfreythof … so man anhebt zepawen einen größeren Geldbetrag. Die Pläne dieses von der Dombauhütte ausgeführten Vorbaus zeichnete Laurenz Spenning.
Im Jahre 1732 wurde der Friedhof um den Dom aufgelassen. Die Magdalena-Kapelle brannte im Jahr 1781 ab und wurde nicht wieder aufgebaut (vermutlich weil es ohne Friedhof keinen Bedarf für eine Friedhofskapelle gab). Die Virgilkapelle wurde zugeschüttet und geriet in Vergessenheit.
Im Jahr 1972 wurde im Zuge der Arbeiten an der Wiener U-Bahn die Kapelle wiederentdeckt. Der Innenraum war verfüllt. Nach dem Entfernen des Materials präsentiert sich die Kapelle heute in einem guten Zustand, die Westwand fiel allerdings dem U-Bahn-Bau zum Opfer. Die Virgilkapelle hatte ursprünglich weder Türen noch Fenster und war nur von oben über Leitern zugänglich. Durch das Entfernen der Westwand kann sie nun bequem erreicht werden; als Konsequenz wurde die Kapelle in die U-Bahn-Station Stephansplatz integriert.
Anlässlich der Wiedereröffnung der Virgilkapelle im Dezember 2015 komponierte der estnische Komponist Arvo Pärt eine „Kleine Litanei“.
Die Grundrisse der Virgil- und Magdalenen-Kapelle wurden im Pflaster des Stephansplatzes zunächst mit farbigen Steinen, bei der Neuverlegung des Pflasters 2017 mit einer schwarzen Linie nachgebildet.

## Zugang
Die Virgilkapelle ist heute eine Außenstelle des städtischen Wien Museums. Zunächst war die Kapelle über einen kleinen Seitengang von der U-Bahn-Station aus zugänglich. Ende der 1990er Jahre traten erhöhte Feuchtigkeitswerte und Wachstum von Flechten auf, weshalb die Kapelle Anfang der 2000er Jahre für den Besuch geschlossen wurde. Seit Dezember 2015 ist sie von der oberen Ebene der U-Bahn-Station Stephansplatz aus zugänglich. In der Kapelle wurde ein leicht erhöhter Boden eingesetzt, ein diskretes Geländer hält Besucher vom direkten Zugang zu den Wänden fern. Zur Virgilkappe gehört ein Museum des Mittelalters mit Exponaten und ausführlicher Dokumentation der Kapelle und des Mittelalters in Wien.

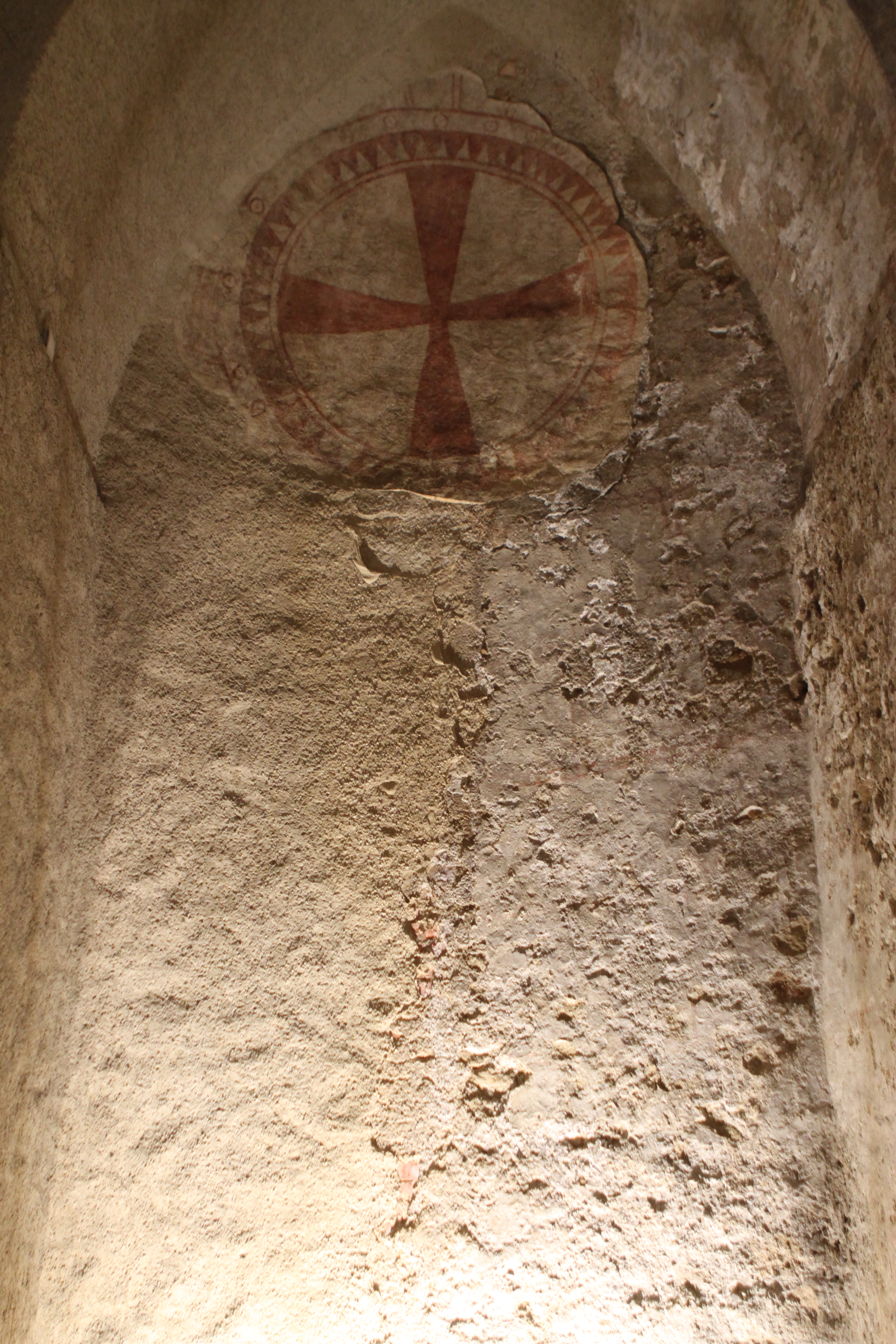
Eine der sechs Apsiden
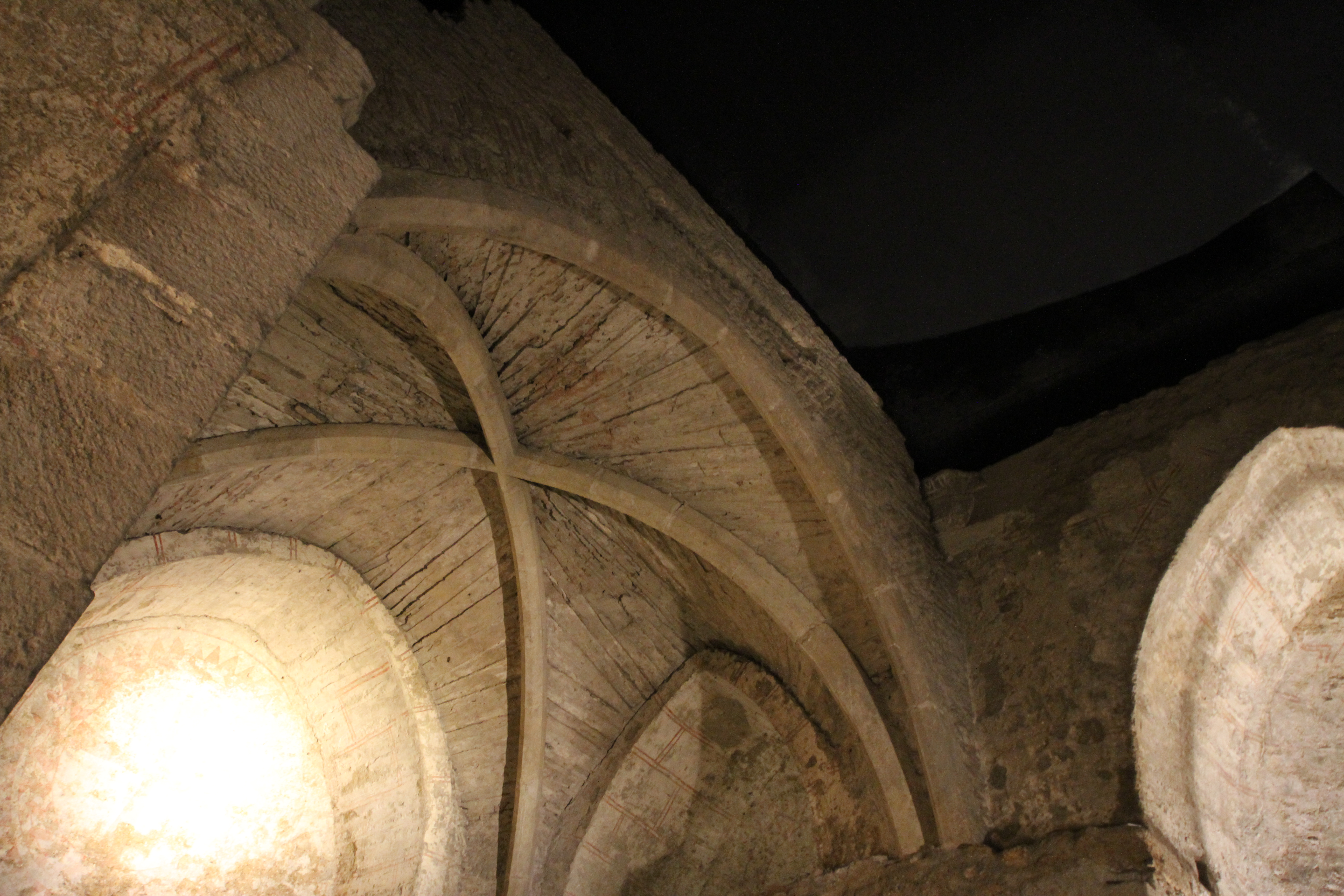
Gewölbe
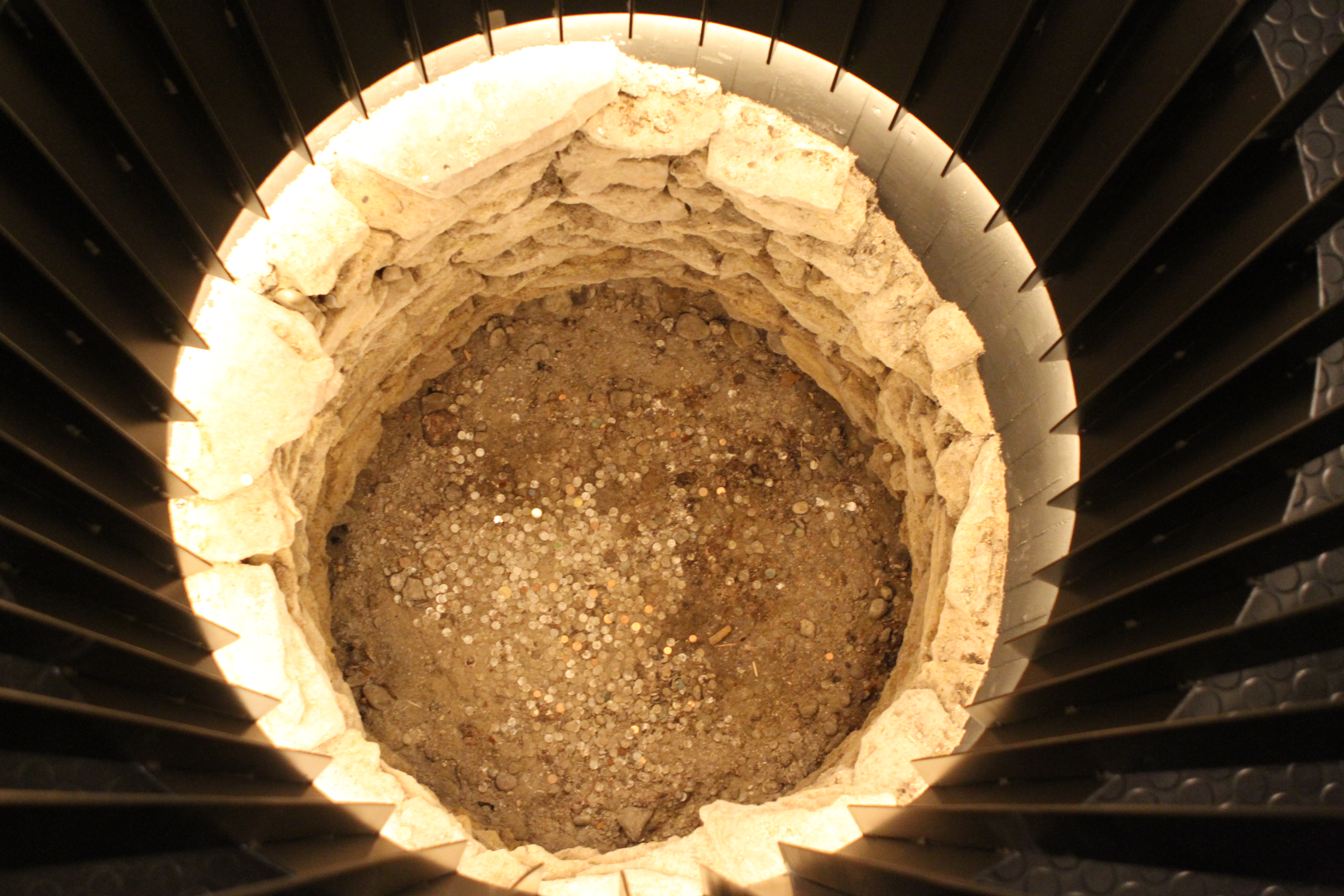
Zisterne im Boden der Kapelle
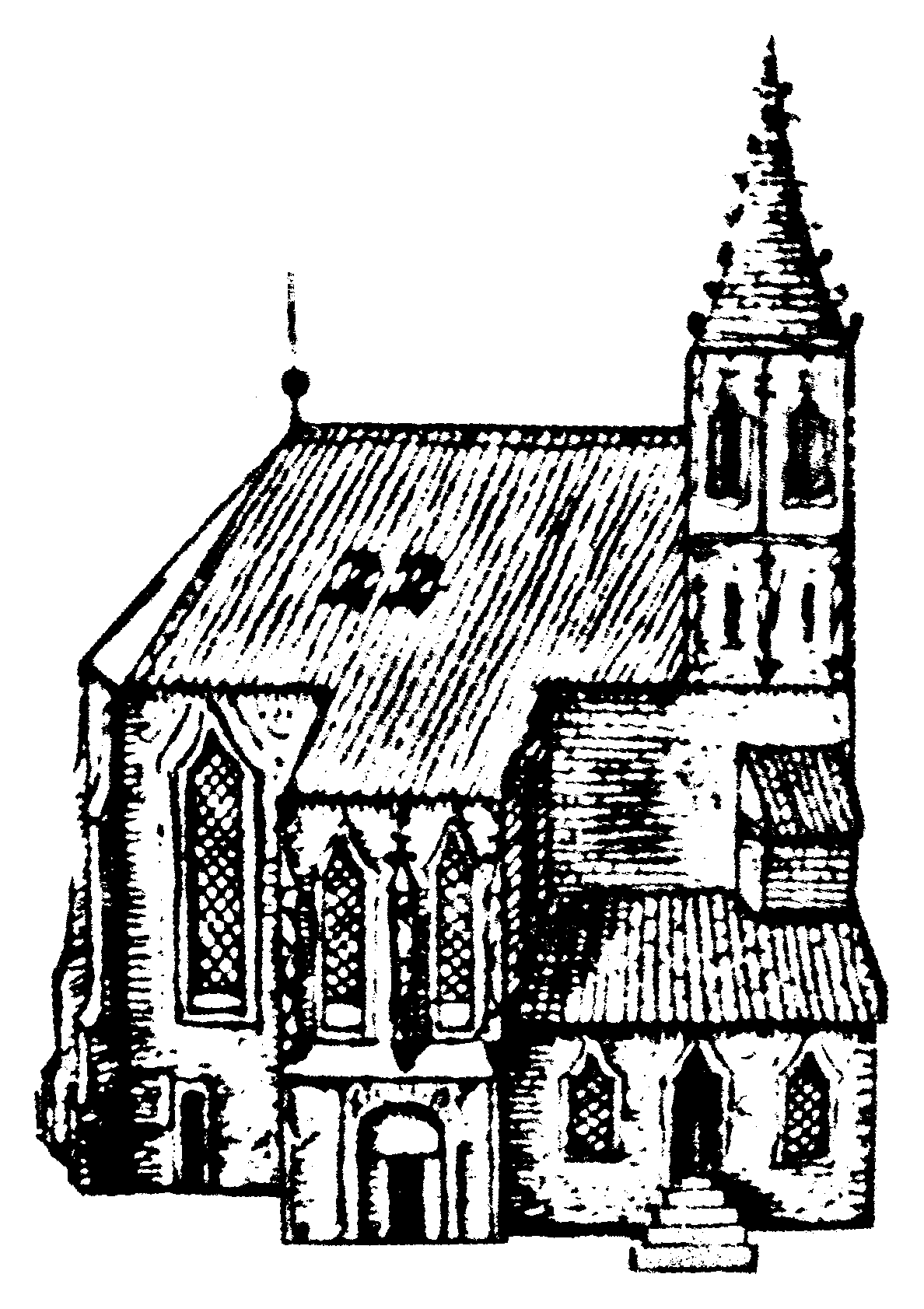
Zeichnung der oberirdischen Magdalenenkapelle im Jahre 1609
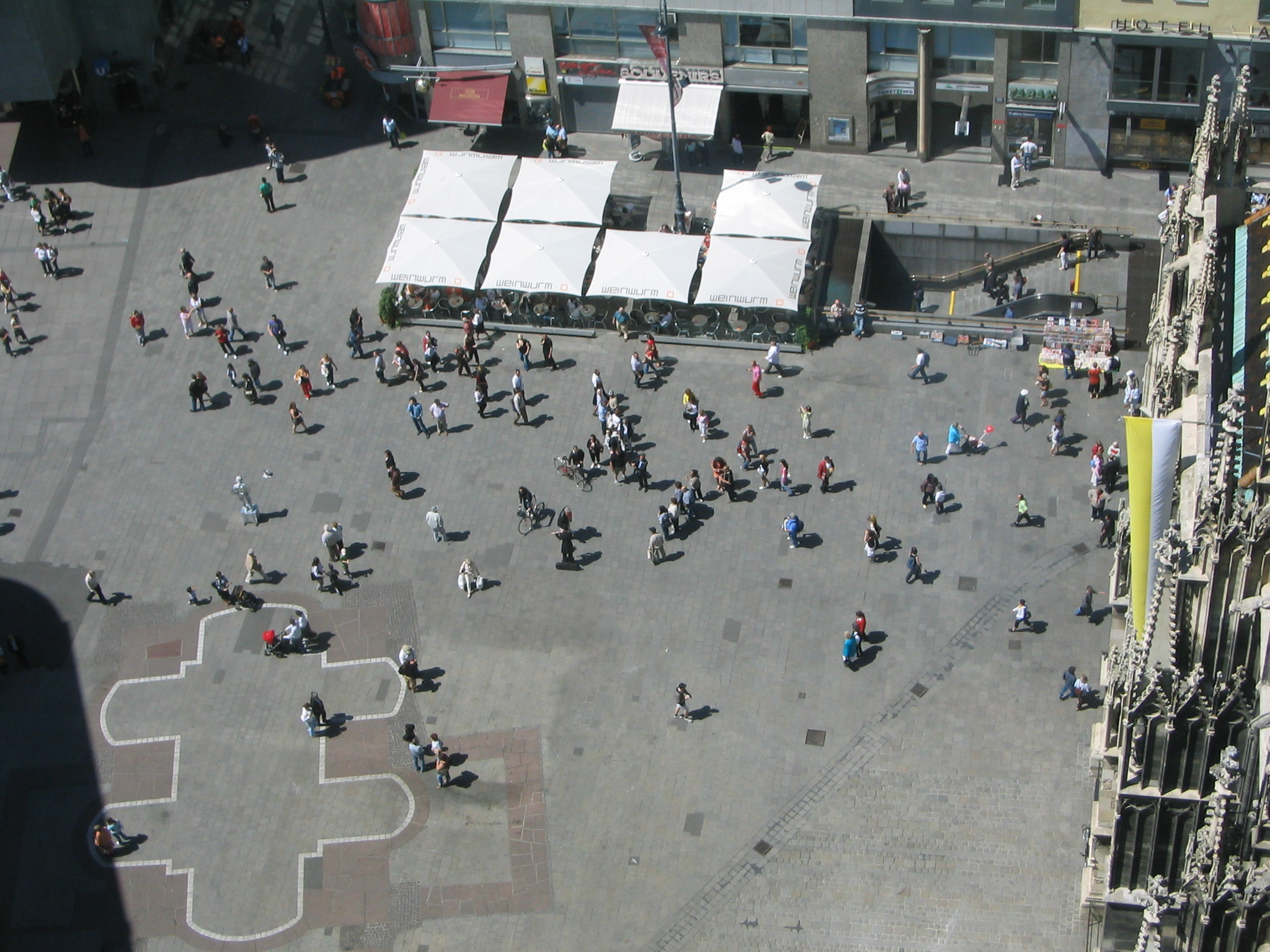
Bis 2017: Umrisse der Magdalenenkapelle (rot) und der Virgilkapelle (weiß) am Stephansplatz (seither schwarze Linien)